# Ray Harrison
Raymond Alan Harrison, detto Ray (Northolt, 4 agosto 1929 – 2000), è stato uno schermidore britannico, vincitore di una medaglia d'argento nella scherma ai giochi olimpici.